# Distretto di Meijiang
Il distretto di Meijiang (梅江区S, Méijiāng QūP) è un distretto della Cina, situato nella provincia del Guangdong e amministrato dalla prefettura di Meizhou.